# Parajubaea
Parajubaea là một chi thực vật có hoa thuộc họ Arecaceae.
Các loài trong chi này là bản địa miền bắc dãy núi Andes ở tây bắc Nam Mỹ.

## Các loài
Chi này có 3 loài như sau:
- Parajubaea cocoides Burret, Notizbl. Bot. Gart. Berlin-Dahlem 11: 48 (1930) - Dừa núi, dừa Quito, dừa Cumbe.
- Parajubaea sunkha M.Moraes, Novon 6: 85 (1996) - Dừa Sunkha.
- Parajubaea torallyi (Mart.) Burret, Notizbl. Bot. Gart. Berlin-Dahlem 11: 50 (1930) - Dừa núi Bolivia, dừa Pasobaya.

## Hình ảnh

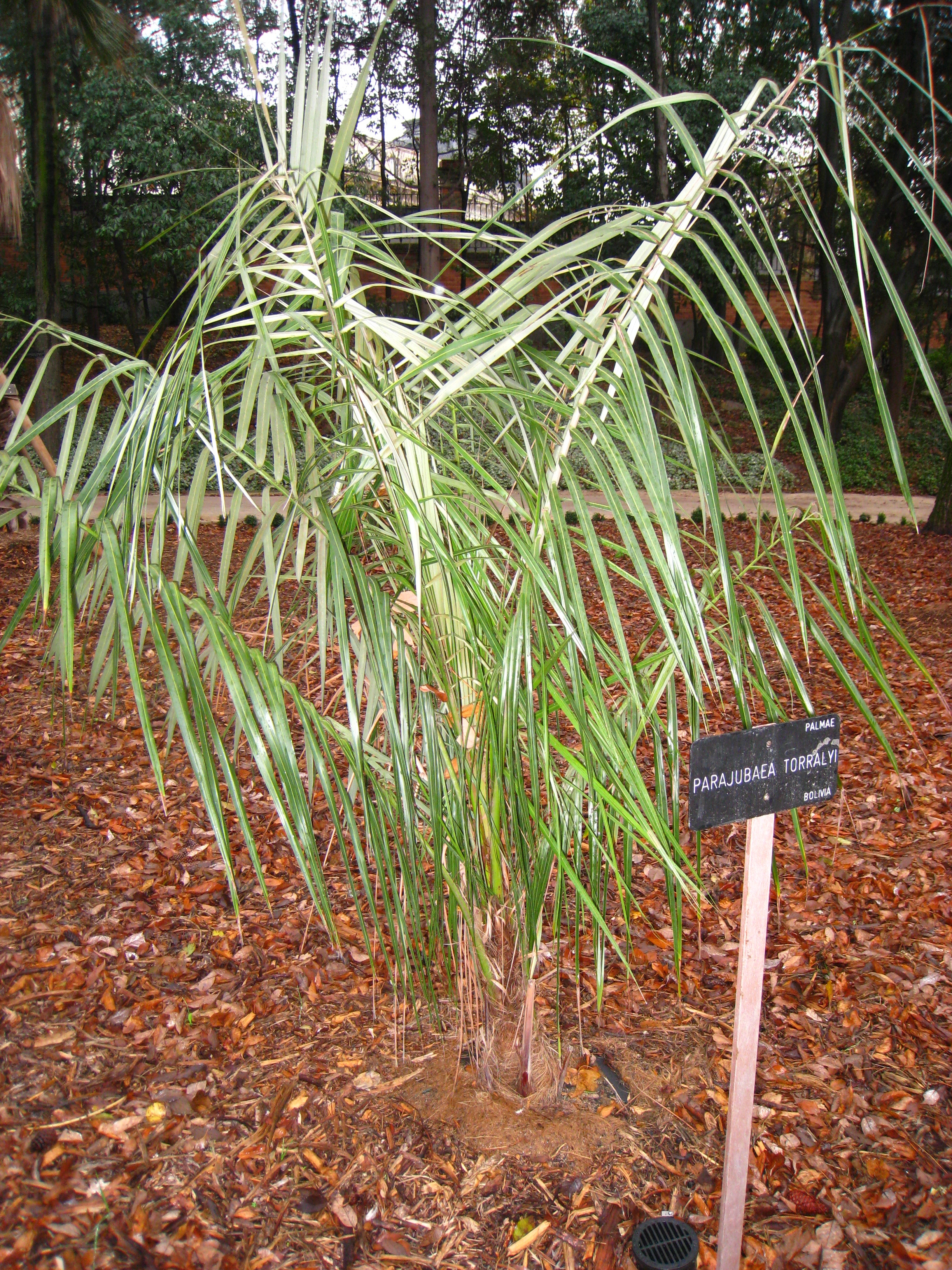
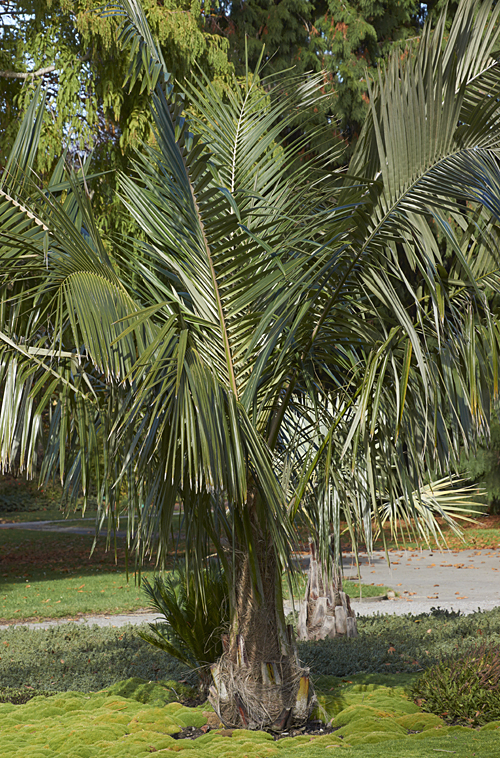
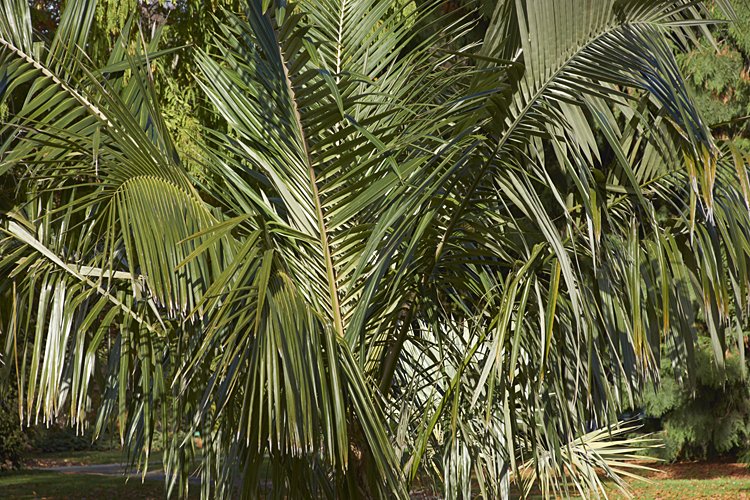

- Tập tin:Tập